# حديقة حيوان لوس أنجلوس

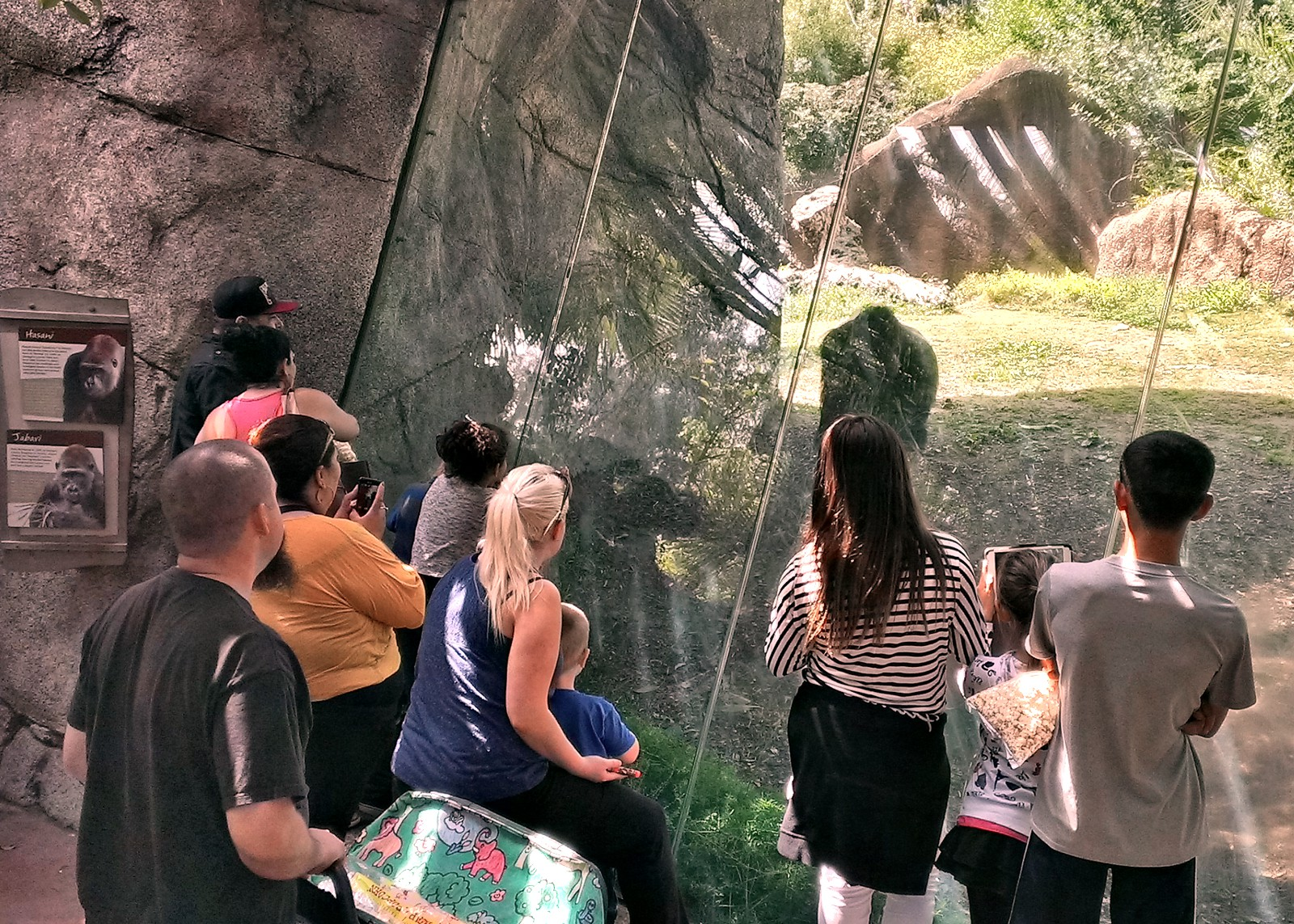
أحد مواقع المشاهدة العديدة داخل محمية كامبو غوريلا.

تبلغ مساحة حديقة حيوان لوس أنجلوس والحدائق النباتية 133 أكر (54 ها) تأسست الحديقة عام 1966 وتقع في لوس أنجلوس ، كاليفورنيا .

## قائمة أنواع الحيوانات
- أصلوت
- مارخور
- جرنوق
- أسد البحر الكاليفورني
- مها أبو عدس
- عقاب السمك الأفريقي
- أبو ملعقة الأفريقي
- ثعلب خفاشي الأذنين
- بنتورونغ
- كلب بري إفريقي
- قاطور أمريكي
- غرير أمريكي
- دب أسود أمريكي
- كندور الأنديز
- عفريت الماء
- كولبس
- تابير بيردي
- ديكر أسود

## العروض والأنشطة

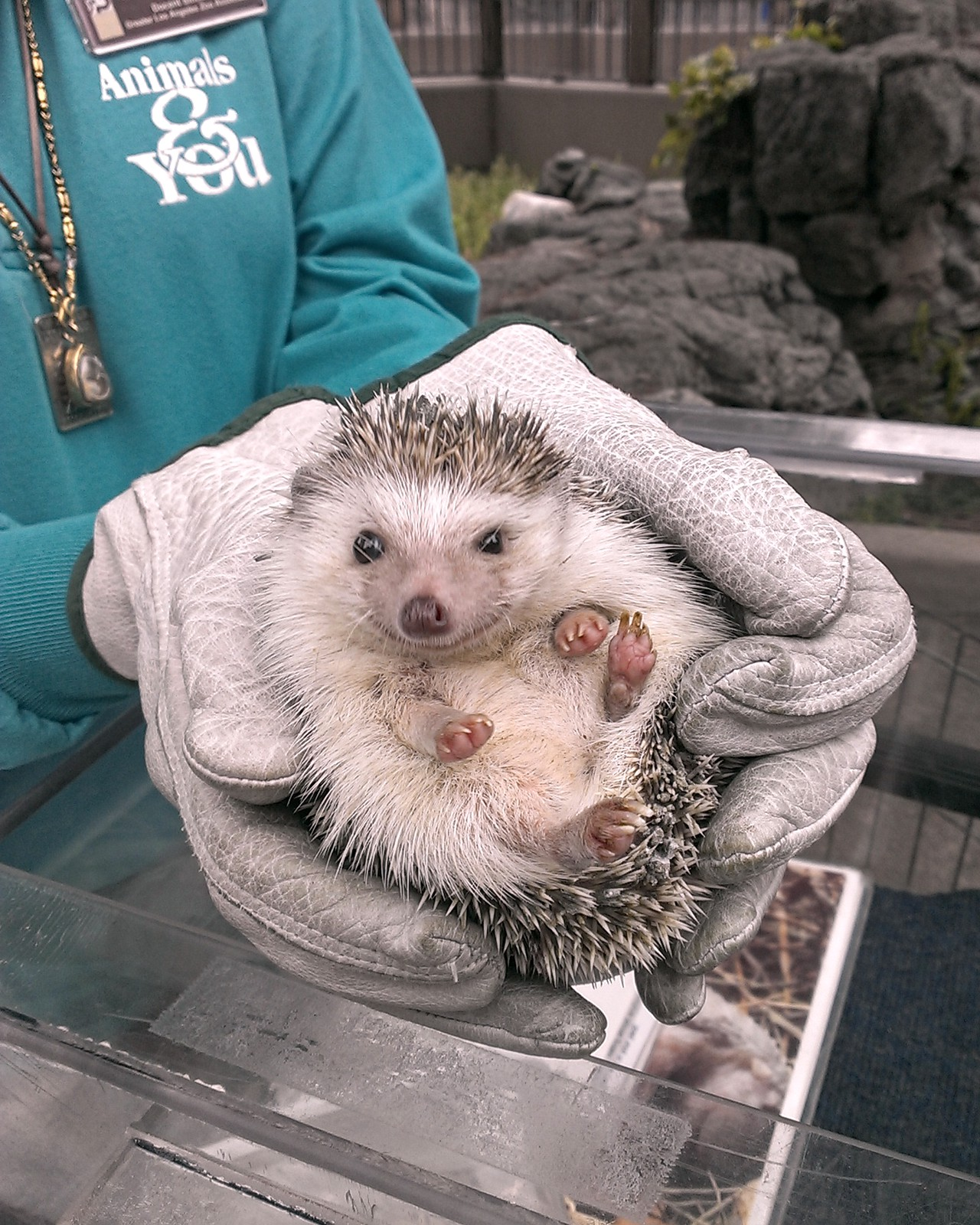
دافني القنفذ ، جزء من برنامج الحيوانات وأنت

منطقة كاليفورنيا كوندور للإنقاذ (CCRZ): هي مساحة لعب مصممة للأطفال من سن 6 سنوات فما فوق ، حيث يمكنهم تعلم كيفية حماية الكندور في كاليفورنيا. تتميز المنطقة أيضًا بتغذية كاميرا الويب الحية من الكندور في كاليفورنيا ، والتي لا يتم عرضها حاليًا بسبب الطبيعة الحساسة لأعمال الإنقاذ.
عرض عالم الطيور: هو عرض الطيور الجارحة وغيرها من الطيور المهددة بالانقراض. أوقات العرض: 11:30 صباحًا و 3:30 مساءً يوميًا ما عدا أيام الثلاثاء.
برنامج الحيوانات وأنت: تقام هذه العروض التقديمية للحيوانات التي تبلغ مدتها 15 دقيقة في محطات في حديقة حيوانات وينيك فاميلي للأطفال.
حديقة حيوان وينيك فاميلي للأطفال: تقع في الجزء العلوي من حديقة حيوانات وينيك فاميلي للأطفال ، تتيح حديقة الحيوانات الأليفة هذه للزوار تربية الماعز والأغنام في منطقة ملامسة للحيوانات تُعرف باسم مزرعة مورييل. تتوفر الفرش في مزرعة موريل للزوار من أجل رعاية الحيوانات الأليفة.
منتزه نيل بابيانو بلاي: يضم منتزه نيل بابيانو بلاي (الموجود في حديقة الحيوانات العليا على طول الطريق المحيط) منحوتات التسلق ذات الطابع الحيواني ، وهياكل اللعب الكبيرة ، ومنطقة الأطفال الصغار ، ورذاذ المياه ، والمناظر الطبيعية العشبية ، ومنطقة نزهة كبيرة. تم تصميمه ليكون في متناول جميع الأطفال الذين يزورون حديقة الحيوان ، بما في ذلك أولئك الذين يعانون من تحديات طبية وجسدية.

## روابط خارجية
- الموقع الرسمي
- حديقة حيوان متنزه جريفيث القديمة الواقعة على أطلال العصر الحديث
- صورة لحراس حديقة الحيوان يحملون أشبال أسد في حدائق حيوان كاليفورنيا (التي عُرفت لاحقًا باسم حديقة حيوان غريفيث بارك) ، لوس أنجلوس ، 1935 أرشيف صور لوس أنجلوس تايمز (مجموعة 1429). المجموعات الخاصة بمكتبة جامعة كاليفورنيا ، لوس أنجلوس ، مكتبة تشارلز إي يونغ للأبحاث ، جامعة كاليفورنيا ، لوس أنجلوس.
- صورة للحمار الوحشي في حدائق حيوان كاليفورنيا (التي عُرفت لاحقًا باسم حديقة حيوان غريفيث بارك) ، لوس أنجلوس ، 1935. أرشيف صور لوس أنجلوس تايمز (مجموعة 1429). المجموعات الخاصة بمكتبة جامعة كاليفورنيا ، لوس أنجلوس ، مكتبة تشارلز إي يونغ للأبحاث ، جامعة كاليفورنيا ، لوس أنجلوس.